# 讓每天都是聖誕節
《讓每天都是聖誕節》是台灣歌手蕭亞軒號召圈內好友共同演唱的公益單曲，透過臺灣世界展望會促進世界兒童健康所發起的「橘手環行動」，蕭亞軒為此公益砸重金，希望能藉由公益單曲帶給世界兒童成長夢想的聖誕禮物。詞由蕭亞軒填寫，曲為Jae Chong創作。

## 外部連結
YouTube上的讓每天都是聖誕節公益錄音-張韶涵